# Aizkraukle pagasts
Pour les articles homonymes, voir Arona.
Aizkraukle (en letton : Aizkraukles pagasts) est une unité administrative de la municipalité d'Aizkraukle, située dans la région de Vidzeme en Lettonie. La population s'élevait à 914 habitants en 2024.